# Wełcza (potok)
Wełcza (Wełczówka) – potok, lewy dopływ Skawicy o długości 6,89 km i powierzchni zlewni 16,67 km².
Potok płynie w Paśmie Jałowieckim, które według regionalizacji Polski należy do Beskidu Makowskiego. Na mapach i w przewodnikach turystycznych czasami zaliczane jest do Beskidu Żywieckiego. Wełczówka spływa spod przełęczy Klekociny, płynie przez miejscowość Zawoja, przepływając przez osiedle Wełcza. Zasilana jest wodami z wielu małych potoków (między innymi spływającymi z Jałowca). Źródła położone powyżej 850 m n.p.m. Ujście znajduje się w centrum miejscowości Zawoja na wysokości 549 m.
Wzdłuż doliny Wełczówki w górnym jej biegu przebiega niebieski szlak turystyczny z Zawoi-Wełczy na przełęcz Klekociny, a na pewnym odcinku także szlak czarny z Zawoi-Wełczy do Zawoi-Składów.